# Gorjuša
Gorjuša – wieś w Słowenii, w gminie Domžale. W 2018 roku liczyła 184 mieszkańców.